# Муленга, Клиффорд
Клиффорд Муленга (англ. Clifford Mulenga; родился 5 августа 1987 года, Кабомпо, Замбия) — замбийский футболист, полузащитник. Выступал в сборной Замбии. Не является родственником нападающего клуба «Орландо Пайрэтс» Августина Муленги.

## Карьера

### Клубная
Воспитанник клуба «Чипарамба Грейт Иглз». Большую часть карьеры игрока выступал за южноафриканские клубы, первым из которых был «Такс». В 2005—2006 годах выступал в чемпионате Швеции за «Эргрюте».

### В сборной
Клиффорд Муленга выступал за сборную Замбии с 2005 года (27 матчей, 4 гола, включая неофициальные игры). В составе сборной принимал участие в отборочных турнирах к чемпионатам мира 2006 и 2010, а также в финальных турнирах кубков африканских наций 2006, 2008 (1 матч), 2010 (2 матча, 1 гол) и 2012 (1 матч).

## Достижения
- Обладатель кубка африканских наций (1): 2012[4]
- Второй бомбардир молодёжного чемпионата Африки 2007 (3 гола)
- Лучший молодой футболист Африки (1): 2007